# Plan vertical
Pour les articles homonymes, voir vertical.
 (décembre 2015).
Si vous disposez d'ouvrages ou d'articles de référence ou si vous connaissez des sites web de qualité traitant du thème abordé ici, merci de compléter l'article en donnant les références utiles à sa vérifiabilité et en les liant à la section « Notes et références ».
Un plan vertical est un plan, ou surface plate illimitée, défini en fonction de la verticale et par opposition au plan horizontal.